# Boeing Sonic Cruiser
Avionul Boeing Sonic Cruiser este un proiect început în anul 1990. Au fost studiate o varietate de concepte, inclusiv modelul super-sonic, modelul cu motoarele montate pe aripi sau modelul cu o singură coadă verticală. A fost arătat superiorilor pe data de 22.03.2001, cu un model ingenios, iar mărimea de bază a fost fixată la 76 m lungime, iar în lățime (de la un capăt la celălalt al aripilor) avea 50.3 m.
Sonic Cruiser s-a „născut” din proiectele Boeing, care căuta potențiale forme pentru avioanele supersonice sau care ajungeau aproape de bariera sunetului. Cel mai bun proiect a fost numit „Sonic cruiser” și a fost prezentat publicului pe data de 29.03.2001, la puțin timp de la lansarea modelului A380, de la Airbus. Boeing a lansat imediat modelul 747X, un derivat al lui 747, pentru competiția împotriva celor de la Airbus.
În ciuda faptului că A380 era un model cu o capacitate mare, dar încet, Sonic Cruiser era construit pentru rapiditate și pentru 200-250 de pasageri. Cu aripile sale delta, și zburând cu viteze de 0,95-0,98 Mach (1,010 km/h), Sonic Cruiser era cu aproximativ 15-20 % mai rapid decât avioanele normale fără a crea celebrul bang sonic. A fost proiectat să zboare la altitudini de 12.000 m, cu o posibilitate de a zbura între 11.000 km sau 19.000 km fără a realimenta.
În final, nicio companie nu a fost interesată de serviciile avionului Boeing Sonic Cruiser, cum sperau cei de la Boeing. Proiectul „Sonic Cruiser” a fost abandonat în luna decembrie a anului 2002 în favoarea modelului mai încet, dar mai eficient, 7E7 (redenumit mai târziu Boeing 787 Dreamliner). Majoritatea îmbunătățirilor de la Sonic Cruiser fiind trecute la 787, inclusiv înlocuirea fuzelajului de plastic cu cel de fibră de carbon și motoare mai puternice.